# Quelaines-Saint-Gault
Quelaines-Saint-Gault es una comuna francesa situada en el departamento de Mayenne, en la región de Países del Loira.

## Demografía
| 1705 | 1594 | 1555 | 1727 | 1691 | 1739 | 2133 |
| Para los censos de 1962 a 1999 la población legal corresponde a la población sin duplicidades (Fuente: INSEE [Consultar]) |      |      |      |      |      |      |